# Sigmund Rascher
Sigmund Rascher   (Múnic, 12 de febrer de 1909 - Camp de concentració de Dachau, 26 d'abril de 1945) va ser un metge alemany de la Schutzstaffel (SS). Va dur a terme experiments mortals amb humans relacionats amb la gran altitud, la congelació i la coagulació de la sang sota el patrocini del Reichsführer-SS Heinrich Himmler, amb qui la seva dona Karoline «Nini» Diehl tenia connexions directes.
Quan les investigacions policials van descobrir que la parella havia defraudat el públic amb la seva fertilitat sobrenatural «contractant» i segrestant nadons, ella i Rascher van ser arrestats l'abril de 1944. Va ser acusat d'irregularitats financeres, assassinat del seu antic ajudant de laboratori i frau científic. Va ser portat als camps de concentració de Buchenwald i Dachau abans de ser executat.
Després de la seva mort, els Judicis de Nuremberg van jutjar els seus experiments com a inhumans i criminals.

## Joventut
Sigmund Rascher va néixer a Múnic, el tercer fill de Hanns-August Rascher (1880-1952), un metge i àvid seguidor de Rudolf Steiner. Per tant, Rascher va assistir a la primera escola Waldorf a Stuttgart, una escola basada en l'enfocament antropòsof de Steiner a l'educació. Va passar sota la influència d'Ehrenfried Pfeiffer, que creia en la influència dels ritmes còsmics en els processos vitals.
Va completar els seus estudis secundaris, l'Abitur alemany, a Constança el 1930 o el 1931 (ell va utilitzar les dues dates).

## Educació
L'any 1933 va començar a estudiar medicina a Múnic, on també es va incorporar al NSDAP. El dia exacte de la seva incorporació és incert; Rascher va insistir que va ser el 1r de març, mentre que els documents mostren el 1r de maig. Això és rellevant perquè la primera data és 4 dies abans de la victòria nazi a les eleccions nacionals alemanyes, març de 1933, mentre que la segona data és després que Hitler hagués consolidat el poder el 23 de març amb la seva Llei de Capacitació de 1933.
Després de les seves pràctiques mèdiques, Rascher va treballar amb el seu pare ara divorciat a Basilea (Suïssa), i va continuar els seus estudis de medicina allà, unint-se a les Forces de Treball Voluntari Suïssos. El 1934, va tornar a Múnic per acabar els seus estudis i es va doctorar el 1936.
El maig de 1936, Rascher es va incorporar a les Sturmabteilung (SA). De 1936 a 1938, Rascher va treballar en el diagnòstic del càncer, amb el suport d'una beca del DFG sota el càrrec del professor Trumpp a Múnic. Fins al 1939 va ser metge ajudant a l'hospital Schwabinger Krankenhaus de Múnic.
El 1939, Rascher es va traslladar a les Schutzstaffel (SS) amb el grau de recluta.

## Carrera en la SS
El 1939 Rascher va denunciar el seu pare i va ser reclutat a la Luftwaffe. Una relació i un eventual matrimoni amb l'antiga cantant Karoline «Nini» Diehl li van donar accés directe al Reichsführer-SS Heinrich Himmler. La connexió de Rascher amb Himmler li va donar una influència immensa, fins i tot sobre els seus superiors. Encara que no és clar la naturalesa precisa de la connexió de Diehl amb Himmler, sovint es va correspondre amb ell i va intercedir amb ell en nom del seu marit; es suggereix que Diehl podria haver estat una antiga amant de Himmler.
Una setmana després de la primera reunió amb Himmler, Rascher va presentar un document, «Informe sobre el desenvolupament i la solució d'algunes de les tasques assignades al Reichsführer durant una discussió celebrada el 24 d'abril de 1939». Rascher es va involucrar en la prova d'un extracte de planta com a tractament contra el càncer. Kurt Blome, adjunt del líder sanitari del Reich i plenipotenciari per a la investigació del càncer al Reichsforschungsrat (Consell d'Investigació del Reich), va afavorir provar l'extracte en rosegadors, però Rascher va insistir a utilitzar subjectes humans. Himmler es va posar del costat de Rascher i es va establir una estació de proves de càncer humà a Dachau. Blome va treballar en el projecte.

### Experiments de gran altitud
Rascher va suggerir a principis de 1941, mentre era capità del Servei Mèdic de la Luftwaffe, que es fessin experiments d'altitud i baixa pressió amb éssers humans. Mentre feia un curs de medicina aeronàutica a Múnic, va escriure una carta a Himmler en què deia que el seu curs incloïa investigacions sobre el vol a gran altitud i es va lamentar que no s'haguessin pogut fer proves amb humans, ja que aquests experiments eren molt perillosos i ningú es va oferir voluntari per a efectuar-los. Rascher va demanar a Himmler que posés subjectes humans a la seva disposició, afirmant francament que els experiments podrien resultar fatals, perquè les proves anteriors fetes amb micos havien estat insatisfactories. La carta va ser contestada per Rudolf Brandt, ajudant d'Himmler, que va informar a Rascher que els presoners estarien disponibles.
Posteriorment, Rascher va escriure a Brandt, demanant permís per dur a terme els seus experiments a Dachau, i els plans per als experiments es van desenvolupar en una conferència a principis de 1942 a la qual van assistir Rascher i membres del Servei Mèdic de la Luftwaffe. Els experiments es van dur a terme a la primavera i l'estiu del mateix any, utilitzant una cambra de pressió portàtil subministrada per la Luftwaffe. Les víctimes van ser tancades a la cambra, la pressió interior de la qual es va baixar a un nivell corresponent a altituds molt elevades. La pressió es podria alterar molt ràpidament, permetent a Rascher simular les condicions que experimentaria un pilot en caiguda lliure des d'altitud sense oxigen. Després de veure un informe d'un dels experiments mortals, Himmler va comentar que si un subjecte sobreviu a aquest tractament, hauria de ser «perdonat» a la presó perpètua. Rascher va respondre a Himmler que fins ara les víctimes havien estat només polonesos i soviètics, i que creia que no se'ls hauria de donar cap amnistia de cap mena.

### Experiments de congelació

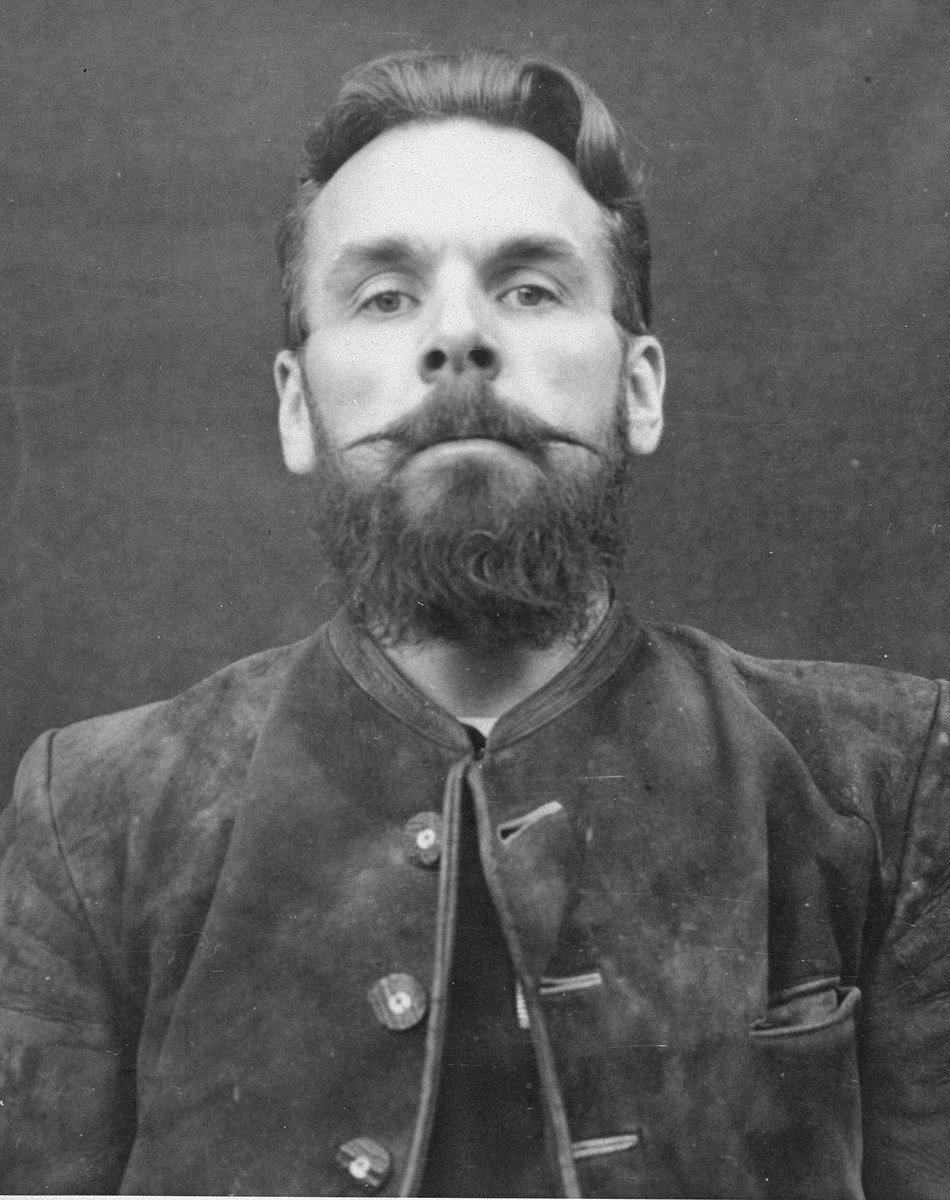
Imatge fotogràfica de Wolfram Sievers, presa per les autoritats estatunidenques després de la seva detenció

Rascher també va dur a terme els anomenats «experiments de congelació» en nom de la Luftwaffe en 300 subjectes de prova sense el seu consentiment. Els investigadors estatunidencs van concloure més tard que Rascher havia estat només un cap de turc convenient per a la Luftwaffe, ja que el cirurgià en cap Erich Hippke va ser qui havia estat la veritable font de les idees dels experiments de Rascher.
Els experiments es van dur a terme a Dachau després que els experiments a gran altitud havien conclòs. L'objectiu era determinar la millor manera d'escalfar els pilots alemanys que havien estat obligats a aterrar a la mar del Nord i patien hipotèrmia. Les víctimes de Rascher es van veure obligades a romandre nues a l'aire lliure a temperatures molt baixes durant un màxim de 14 hores, o es van mantenir en un dipòsit d'aigua gelada durant tres hores, mesurant el pols i la temperatura interna mitjançant una sèrie d'elèctrodes. L'escalfament de les víctimes es va intentar llavors per diferents mètodes, el més habitual i amb èxit per immersió en aigua calenta; almenys un testimoni, assistent d'alguns d'aquests procediments, va declarar més tard que algunes víctimes van ser llençades a l'aigua bullint per escalfar-les.
Himmler va assistir a alguns dels experiments i li va dir a Rascher que hauria d'anar a la regió de la mar del Nord i esbrinar com la gent normal d'allà escalfava les víctimes del fred extrem. Himmler va dir que pensava «que una pescadora podria portar el seu marit mig congelat al seu llit i fer-lo reviure d'aquesta manera» i va afegir que tothom creia que «la calor animal» tenia un efecte diferent que la calor artificial. Quatre dones gitanes van ser enviades del camp de concentració de Ravensbrück per intentar escalfar les víctimes hipotèrmiques entre dues dones nues.
L'octubre de 1942, els resultats dels experiments es van presentar en una conferència mèdica a Nuremberg en dues presentacions anomenades «Prevenció i tractament de la congelació» i «Escalfament després de la congelació fins al punt de perill».
Rascher, que ja havia estat transferit a les Waffen-SS, estava ansiós per obtenir les credencials acadèmiques necessàries per a una posició universitària d'alt nivell. No obstant això, una habilitació que s'havia de basar en la seva investigació va fracassar a Múnic, Marburg i Frankfurt, a causa de l'exigència formal que els resultats fossin disponibles per a l'escrutini públic.
Experiments similars es van dur a terme de juliol a setembre de 1944, ja que l'Ahnenerbe va proporcionar espai i materials als metges de Dachau per dur a terme «experiments amb aigua de mar», principalment a través de Wolfram Sievers. Se sap que Sievers va visitar Dachau el 20 de juliol de 1944 per parlar amb Kurt Plötner i el no-Ahnenerbe Wilhelm Beiglboeck, que finalment van dur a terme els experiments. Mentre treballava a Dachau, Rascher va desenvolupar les càpsules estàndard de cianur, que es podien mossegar fàcilment, ja sigui deliberadament o accidentalment.

### Experiments de coagulació de la sang
Rascher va experimentar amb els efectes de Polygal, una substància feta de pectina de remolatxa i poma, que ajudava a la coagulació de la sang. Va predir que l'ús preventiu de les pastilles de Polygal reduiria l'hemorràgia de les ferides per arma de foc patides durant el combat o durant la cirurgia. Als subjectes se'ls va donar una pastilla de Polygal i se'ls va disparar el coll o el pit, o se'ls va amputar les extremitats sense anestèsia. Rascher va publicar un article sobre la seva experiència d'utilitzar Polygal, sense detallar la naturalesa dels assajos humans i també va crear una empresa per fabricar la substància, amb personal presoners.

## Vida personal i la seva execució
Intentant agradar a Himmler demostrant que el creixement de la població es podria accelerar ampliant l'edat de procrear, Rascher va donar a conèixer el fet que la seva dona, Karoline, havia donat a llum tres fills fins i tot després d'arribar als 48 anys, i Himmler va utilitzar una fotografia de la família de Rascher com a material de propaganda. No obstant això, durant el seu quart «embaràs», Karoline Rascher va ser arrestada mentre intentava segrestar un nadó. Més tard, una investigació va revelar que els seus altres tres fills havien estat comprats o segrestats.
A més d'actuar com a accessori en els segrests dels tres nadons, Rascher també va ser acusat d'irregularitats financeres, l'assassinat del seu antic ajudant de laboratori i frau científic. Himmler, enfurismat perquè els Rascher s'havien aprofitat d'ell, els va enviar sense judici als camps de concentració. Sigmund va ser enviat al camp de concentració de Buchenwald i Karoline al camp de concentració de Ravensbrück. Tots dos estaven retinguts en búnquers destinats a presoners especials.
Sigmund va romandre a Buchenwald després de la seva detenció el 1944, fins a l'evacuació del camp l'abril de 1945. Ell i altres presoners van ser portats a Dachau, on va ser afusellat el 26 d'abril de 1945, tres dies abans que el camp fos alliberat per les tropes estatunidenques.
En un altre relat de primera mà, un company de les SS va presenciar l'execució de Rascher per ordre directe de Himmler disparant-li a través de la porta d'observació de la cel·la i de lliurament d'aliments, després li va donar una puntada de peu al cos dient-li «Porc, ara ja tens el càstig que et mereixes».
Al mateix temps, Karoline també va ser executada.
Després de la seva mort, els Judicis de Nuremberg van jutjar els seus experiments com a inhumans i criminals. El 1990, una revisió exhaustiva de la seva investigació sobre la hipotèrmia va revelar greus defectes experimentals (més enllà del context ètic) així com proves de la falsificació de dades.